# Vicente Nola
Vicente Nola (* 20. Februar 1926), auch Tinola genannt, war ein brasilianischer Fußballspieler.

## Karriere
Der Mittelfeldspieler Tinola trug das Trikot der AA Francana aus dem brasilianischen Bundesstaat São Paulo, bis er im Sommer 1951 vom französischen Erstligisten AS Saint-Étienne verpflichtet wurde. Sein Profidebüt in der höchsten Spielklasse Frankreichs gelang ihm am 9. September 1951, als er bei einem 2:1-Sieg gegen den FC Sète aufgeboten wurde. Damit wurde er zum ersten Brasilianer überhaupt, der für Saint-Étienne zum Einsatz gekommen ist. Am 16. September erzielte er gegen Olympique Marseille sein erstes Tor. In der nachfolgenden Zeit erkämpfte er sich einen Stammplatz, den er in der Saison 1952/53 aber wieder einbüßte. 1953 endete sein Vertrag und gleichzeitig nach 31 Erstligapartien und sieben Toren in Frankreich seine Laufbahn als Profi.